# Solenoceridae
Solenoceridae Wood-Mason, 1891 é uma família de camarões pertencentes à superfamília Penaeoidea.
Possuem pedúnculos oculares com tubérculos nas margens internas; rostro bem desenvolvido e denteado, estendendo-se até ou ultrapassando os olhos; carapaça com espinhos pós-orbitais; sulcos cervicais estendendo-se até ou próxima da linha média dorsal da carapaça; endópodes do segundo par de pleópodes dos machos com um apêndice masculino, apêndice interno e projeção lateral; telson com um espinho fixo de cada lado da ponta; duas artrobrânquias bem desenvolvidas dos dois lados do penúltimo segmento torácico.

## Géneros
A família Solenoceridae compreende os seguintes géneros:
- Cryptopenaeus De Freitas, 1979
- Gordonella Tirmizi, 1960
- Hadropenaeus Pérez Farfante, 1977
- Haliporoides Stebbing, 1914
- Haliporus Bate, 1881
- Hymenopenaeus Smith, 1882
- Mesopenaeus Pérez Farfante, 1977
- Pleoticus Bate, 1888
- Solenocera Lucas, 1849